# انگور (شهر)
انگور (ازبکی: Angor / Ангор, روسی: Ангор) یکی از شهرهای ازبکستان در استان سرخان‌دریا است.